# Faros, Hvar
Faros je antično naselje na otoku Hvar, Hrvaška.
Naselje Faros (Pharos) so osnovali starogrški kolonisti z otoka Pharosa okoli leta 383 pr. n. št. in je najstarejše naselje na otoku Hvaru. Naselje Faros je leta 253 pr. n. št. prešlo v sestav »ilirske države«. Samo naselje je bilo obzidano z obrambnim zidom, katerega ostanki so še danes vidni v Ciklopski ulici današnjega mesta Stari Grad. Kontinuiteto naselja Faros dokazujejo tudi ostanki iz rimskega obdobja (ostanki mozaikov, vile rustice). Leta 1205 se je naselje Faros preimenovalo v Civitas Vetus.